# FIH Pro League femminile 2023-24
La FIH Pro League femminile 2023-24 è la quinta edizione del torneo organizzato dalla International Hockey Federation. Il torneo è iniziato il 6 dicembre 2023 e si è concluso il 29 giugno 2024.
In seguito all'annuncio del ritiro della Nuova Zelanda per la stagione in corso, la Nazionale degli Stati Uniti si riunirà nonostante la retrocessione guadagnata nella stagione precedente.

## Formato
Per ridurre i problemi economici e logistici, gruppi di tre squadre si ritrovano in una località dove si disputa un "mini-torneo" con partite di andata e ritorno.

La squadra che vince una partita ottiene tre punti. In caso di pareggio, ogni squadra ottiene un punto, con un punto in più assegnato alla squadra che vince gli shootout.
Il vincitore della stagione si qualificherà Campionato mondiale di hockey su prato femminile 2026.

## Classifica
| Pos | Squadra         | G  | V  | VSO | PSO | P  | GF | GS | DG  | Pt | Qualificazione o retrocessione              |
| --- | --------------- | -- | -- | --- | --- | -- | -- | -- | --- | -- | ------------------------------------------- |
| 1   | Paesi Bassi (C) | 16 | 15 | 0   | 0   | 1  | 63 | 13 | +50 | 45 |                                             |
| 2   | Germania (Q)    | 16 | 11 | 0   | 1   | 4  | 35 | 23 | +12 | 34 | Qualificato per la Campionato mondiale 2026 |
| 3   | Argentina       | 16 | 10 | 2   | 0   | 4  | 40 | 21 | +19 | 34 |                                             |
| 4   | Belgio          | 16 | 7  | 2   | 1   | 6  | 24 | 27 | −3  | 26 |                                             |
| 5   | Cina            | 16 | 7  | 0   | 4   | 5  | 31 | 29 | +2  | 25 |                                             |
| 6   | Australia       | 16 | 7  | 1   | 1   | 7  | 29 | 29 | 0   | 24 |                                             |
| 7   | Gran Bretagna   | 16 | 3  | 3   | 1   | 9  | 24 | 46 | −22 | 16 |                                             |
| 8   | India           | 16 | 2  | 1   | 0   | 13 | 16 | 38 | −22 | 8  |                                             |
| 9   | Stati Uniti (R) | 16 | 1  | 0   | 1   | 14 | 15 | 51 | −36 | 4  | Retrocessa nella FIH Nations Cup 2024-25    |

1. 1 2  Belgio e Paesi Bassi sono già qualificati per la Campionato mondiale di hockey su prato femminile 2026 come paesi ospitanti.

## Risultati
| Luogo                                   | Data       | Partita       | Partita              | Partita       |
| --------------------------------------- | ---------- | ------------- | -------------------- | ------------- |
| Santiago del Estero                     | 6-12-2023  | Argentina     | 0 - 0 (2 - 1 d.s.o.) | Gran Bretagna |
| Santiago del Estero                     | 7-12-2023  | Gran Bretagna | 0 - 8                | Paesi Bassi   |
| Santiago del Estero                     | 8-12-2023  | Argentina     | 1 - 4                | Paesi Bassi   |
| Santiago del Estero                     | 9-12-2023  | Argentina     | 2 - 1                | Gran Bretagna |
| Santiago del Estero                     | 10-12-2023 | Paesi Bassi   | 5 - 1                | Gran Bretagna |
| Santiago del Estero                     | 11-12-2023 | Argentina     | 1 - 7                | Paesi Bassi   |
| Bhubaneswar (andata) Raurkela (ritorno) | 3-2-2024   | Stati Uniti   | 0 - 7                | Paesi Bassi   |
| Bhubaneswar (andata) Raurkela (ritorno) | 3-2-2024   | India         | 1 - 2                | Cina          |
| Bhubaneswar (andata) Raurkela (ritorno) | 4-2-2024   | Cina          | 3 - 0                | Australia     |
| Bhubaneswar (andata) Raurkela (ritorno) | 4-2-2024   | India         | 1 - 3                | Paesi Bassi   |
| Bhubaneswar (andata) Raurkela (ritorno) | 6-2-2024   | Cina          | 1 - 3                | Paesi Bassi   |
| Bhubaneswar (andata) Raurkela (ritorno) | 6-2-2024   | Stati Uniti   | 0 - 3                | Australia     |
| Bhubaneswar (andata) Raurkela (ritorno) | 7-2-2024   | Cina          | 3 - 1                | Stati Uniti   |
| Bhubaneswar (andata) Raurkela (ritorno) | 7-2-2024   | India         | 0 - 3                | Australia     |
| Bhubaneswar (andata) Raurkela (ritorno) | 9-2-2024   | Paesi Bassi   | 6 - 2                | Australia     |
| Bhubaneswar (andata) Raurkela (ritorno) | 9-2-2024   | India         | 3 - 1                | Stati Uniti   |
| Bhubaneswar (andata) Raurkela (ritorno) | 12-2-2024  | Paesi Bassi   | 4 - 0                | Stati Uniti   |
| Bhubaneswar (andata) Raurkela (ritorno) | 12-2-2024  | India         | 1 - 2                | Cina          |
| Bhubaneswar (andata) Raurkela (ritorno) | 14-2-2024  | Australia     | 2 - 0                | Cina          |
| Bhubaneswar (andata) Raurkela (ritorno) | 14-2-2024  | India         | 0 - 1                | Paesi Bassi   |
| Bhubaneswar (andata) Raurkela (ritorno) | 15-2-2024  | Australia     | 4 - 0                | Stati Uniti   |
| Bhubaneswar (andata) Raurkela (ritorno) | 15-2-2024  | Paesi Bassi   | 4 - 2                | Cina          |
| Bhubaneswar (andata) Raurkela (ritorno) | 17-2-2024  | Stati Uniti   | 0 - 2                | Cina          |
| Bhubaneswar (andata) Raurkela (ritorno) | 17-2-2024  | India         | 1 - 0                | Australia     |
| Bhubaneswar (andata) Raurkela (ritorno) | 18-2-2024  | Australia     | 1 - 3                | Paesi Bassi   |
| Bhubaneswar (andata) Raurkela (ritorno) | 18-2-2024  | India         | 1 - 1 (2 - 1 d.s.o.) | Stati Uniti   |
| Santiago del Estero                     | 14-2-2024  | Argentina     | 5 - 0                | Belgio        |
| Santiago del Estero                     | 15-2-2024  | Belgio        | 0 - 3                | Germania      |
| Santiago del Estero                     | 16-2-2024  | Argentina     | 3 - 1                | Germania      |
| Santiago del Estero                     | 17-2-2024  | Argentina     | 2 - 0                | Belgio        |
| Santiago del Estero                     | 18-2-2024  | Germania      | 3 - 1                | Belgio        |
| Santiago del Estero                     | 19-2-2024  | Argentina     | 0 - 2                | Germania      |
| Anversa                                 | 22-5-2024  | India         | 0 - 5                | Argentina     |
| Anversa                                 | 22-5-2024  | Belgio        | 5 - 1                | Stati Uniti   |
| Anversa                                 | 23-5-2024  | Stati Uniti   | 4 - 5                | Argentina     |
| Anversa                                 | 23-5-2024  | Belgio        | 2 - 0                | India         |
| Anversa                                 | 25-5-2024  | Argentina     | 4 - 0                | Stati Uniti   |
| Anversa                                 | 25-5-2024  | Belgio        | 2 - 1                | India         |
| Anversa                                 | 26-5-2024  | Argentina     | 3 - 0                | India         |
| Anversa                                 | 26-5-2024  | Belgio        | 2 - 1                | Stati Uniti   |
| Anversa                                 | 29-5-2024  | Cina          | 0 - 3                | Argentina     |
| Anversa                                 | 29-5-2024  | Belgio        | 2 - 2 (3 - 2 d.s.o.) | Australia     |
| Anversa                                 | 30-5-2024  | Australia     | 0 - 5                | Argentina     |
| Anversa                                 | 30-5-2024  | Belgio        | 1 - 1 (4 - 3 d.s.o.) | Cina          |
| Anversa                                 | 1-6-2024   | Argentina     | 0 - 1                | Australia     |
| Anversa                                 | 1-6-2024   | Belgio        | 1 - 2                | Cina          |
| Anversa                                 | 2-6-2024   | Belgio        | 2 - 1                | Australia     |
| Anversa                                 | 2-6-2024   | Argentina     | 1 - 1 (3 - 2 d.s.o.) | Cina          |
| Londra                                  | 1-6-2024   | Gran Bretagna | 3 - 2                | Stati Uniti   |
| Londra                                  | 1-6-2024   | Germania      | 3 - 1                | India         |
| Londra                                  | 2-6-2024   | Gran Bretagna | 3 - 2                | India         |
| Londra                                  | 2-6-2024   | Germania      | 2 - 1                | Stati Uniti   |
| Londra                                  | 5-6-2024   | Gran Bretagna | 4 - 4 (6 - 5 d.s.o.) | Cina          |
| Londra                                  | 5-6-2024   | Stati Uniti   | 0 - 2                | Germania      |
| Londra                                  | 6-6-2024   | Cina          | 2 - 3                | Germania      |
| Londra                                  | 6-6-2024   | Gran Bretagna | 1 - 3                | Stati Uniti   |
| Londra                                  | 8-6-2024   | India         | 2 - 4                | Germania      |
| Londra                                  | 8-6-2024   | Gran Bretagna | 0 - 3                | Australia     |
| Londra                                  | 9-6-2024   | Germania      | 2 - 2 (4 - 3 d.s.o.) | Australia     |
| Londra                                  | 9-6-2024   | Gran Bretagna | 3 - 2                | India         |
| Londra                                  | 11-6-2024  | Gran Bretagna | 3 - 3 (2 - 1 d.s.o.) | Cina          |
| Londra                                  | 11-6-2024  | Australia     | 2 - 3                | Germania      |
| Londra                                  | 12-6-2024  | Cina          | 3 - 1                | Germania      |
| Londra                                  | 12-6-2024  | Gran Bretagna | 2 - 3                | Australia     |
| Utrecht (andata) Amsterdam (ritorno)    | 22-6-2024  | Paesi Bassi   | 4 - 0                | Germania      |
| Utrecht (andata) Amsterdam (ritorno)    | 24-6-2024  | Gran Bretagna | 0 - 2                | Germania      |
| Utrecht (andata) Amsterdam (ritorno)    | 24-6-2024  | Paesi Bassi   | 1 - 2                | Belgio        |
| Utrecht (andata) Amsterdam (ritorno)    | 25-6-2024  | Gran Bretagna | 1 - 2                | Belgio        |
| Utrecht (andata) Amsterdam (ritorno)    | 27-6-2024  | Germania      | 4 - 1                | Gran Bretagna |
| Utrecht (andata) Amsterdam (ritorno)    | 28-6-2024  | Paesi Bassi   | 2 - 1                | Belgio        |
| Utrecht (andata) Amsterdam (ritorno)    | 29-6-2024  | Belgio        | 1 - 1 (2 - 4 d.s.o.) | Gran Bretagna |
| Utrecht (andata) Amsterdam (ritorno)    | 29-6-2024  | Paesi Bassi   | 1 - 0                | Germania      |